# 엑바타나
엑바타나 (/ɛkˈbætənə/)는 메디아 제국의 수도이자 이란 역사 최초의 수도였던 고대 도시이다. 이후 아케메네스 제국과 파르티아 제국의 여름 수도가 되었다. 또한 셀레우코스와 사산 제국 시대에도 중요한 도시였다. 엑바타나는 중앙 메소포타미아 동쪽의 자그로스산맥에 위치한 하그마타나 언덕(테페예 하그마타나)에 있었다고 여겨진다.전략적 위치와 자원으로 기원전 1천년기 이전에도 주목받았던 것으로 추정된다. 그리스의 아테네, 이탈리아의 로마, 이란의 수사와 함께 엑바타나는 현재의 하마단을 대표하는 세계의 몇 안 되는 살아있고 중요한 고대 도시 중 하나이다.

## 역사

### 메디아 제국 (기원전 678년~기원전 550년)
헤로도토스에 따르면, 엑바타나는 기원전 678년에 메디아의 첫 통치자인 데이오케스에 의해 메디아의 수도로 선택되었다고 한다. 헤로도토스는 엑바타나에 7개의 성벽이 있었다고 전한다. 데이오케스의 의도는 왕의 위엄에 걸맞은 궁궐을 짓는 것이었다. 엑바타나를 수도로 정한 후, 데이오케스는 7겹으로 된 거대하고 견고한 궁궐을 짓기로 결정했다. 헤로도토스는 각 성벽이 행성의 색깔로 칠해져 있었다고 말한다. 왕궁과 보물창고는 일곱 번째 성 안에 위치했다. 성벽의 외곽 둘레는 거의 아테네 도시 성벽의 크기와 같았다.

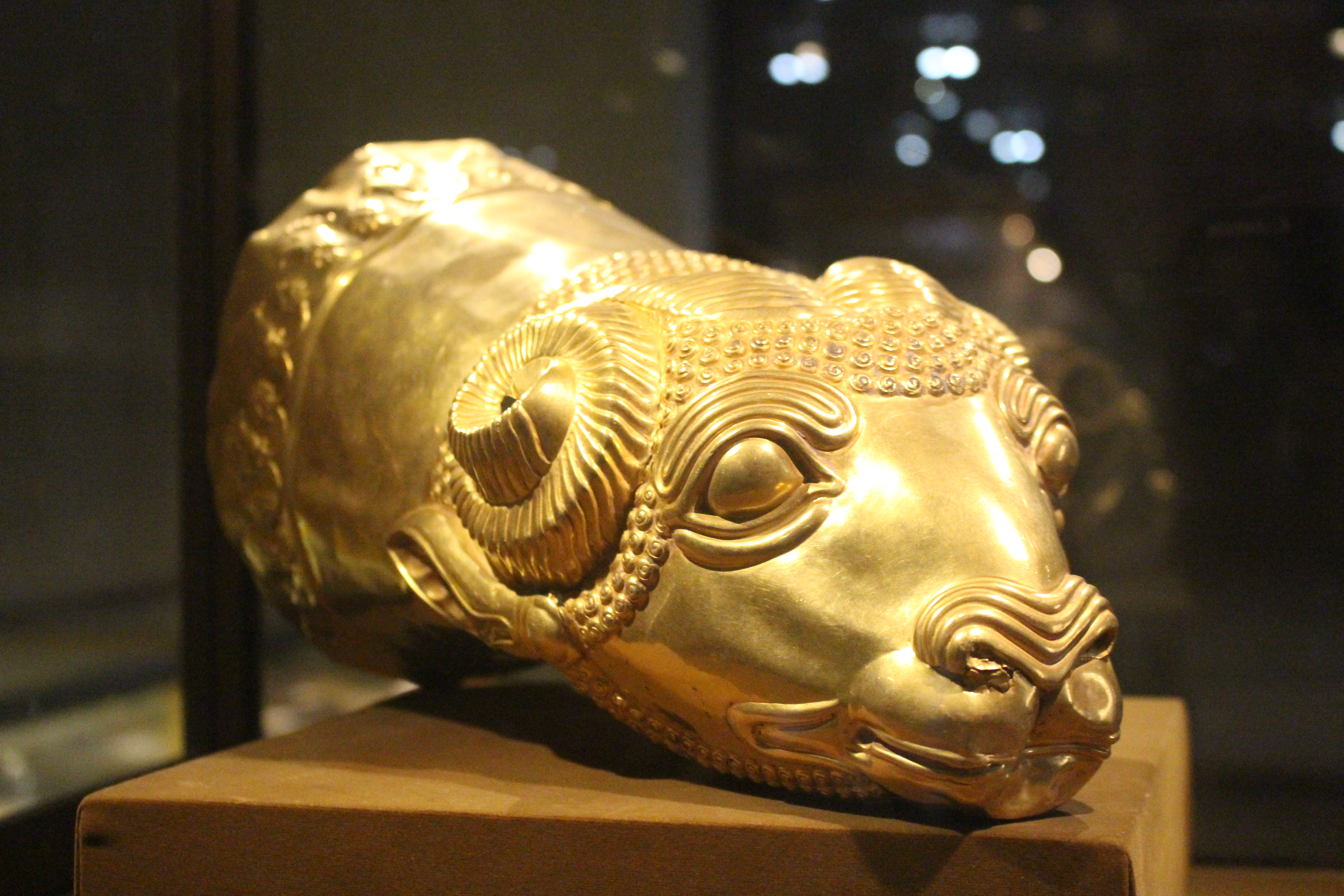
엑바타나에서 발굴되어 레자 압바시 박물관에 보관된 숫양 머리 모양의 황금 리톤

가장 안쪽의 요새에 지어진 왕궁에는 수백 개의 방이 있었고, 사람들은 이 요새들 바깥, 궁전 옆에 집을 지었다. 일부 고고학자들은 이 건축물 건설이 메디아의 두 번째 왕인 프라오르테스에 의해 이루어졌다고 보기도 한다. 다른 오래된 전설들은 엑바타나의 기원을 전설적인 세미라미스 또는 잠시드에 돌린다. 엑바타나는 폴리비오스, 크테시아스, 유니아누스 유스티누스, 크세노폰과 같은 다른 그리스 역사가들에 의해 언급되기도 했다. 아시리아인들은 엑바타나를 언급하지 않는 것으로 보이며, 2세기 동안 중앙 자그로스의 메디아 지역에 관여했음에도 불구하고 알반드 동쪽으로 진출하지 않은 것으로 보인다.

### 아케메네스 제국 (기원전 550년~기원전 330년)

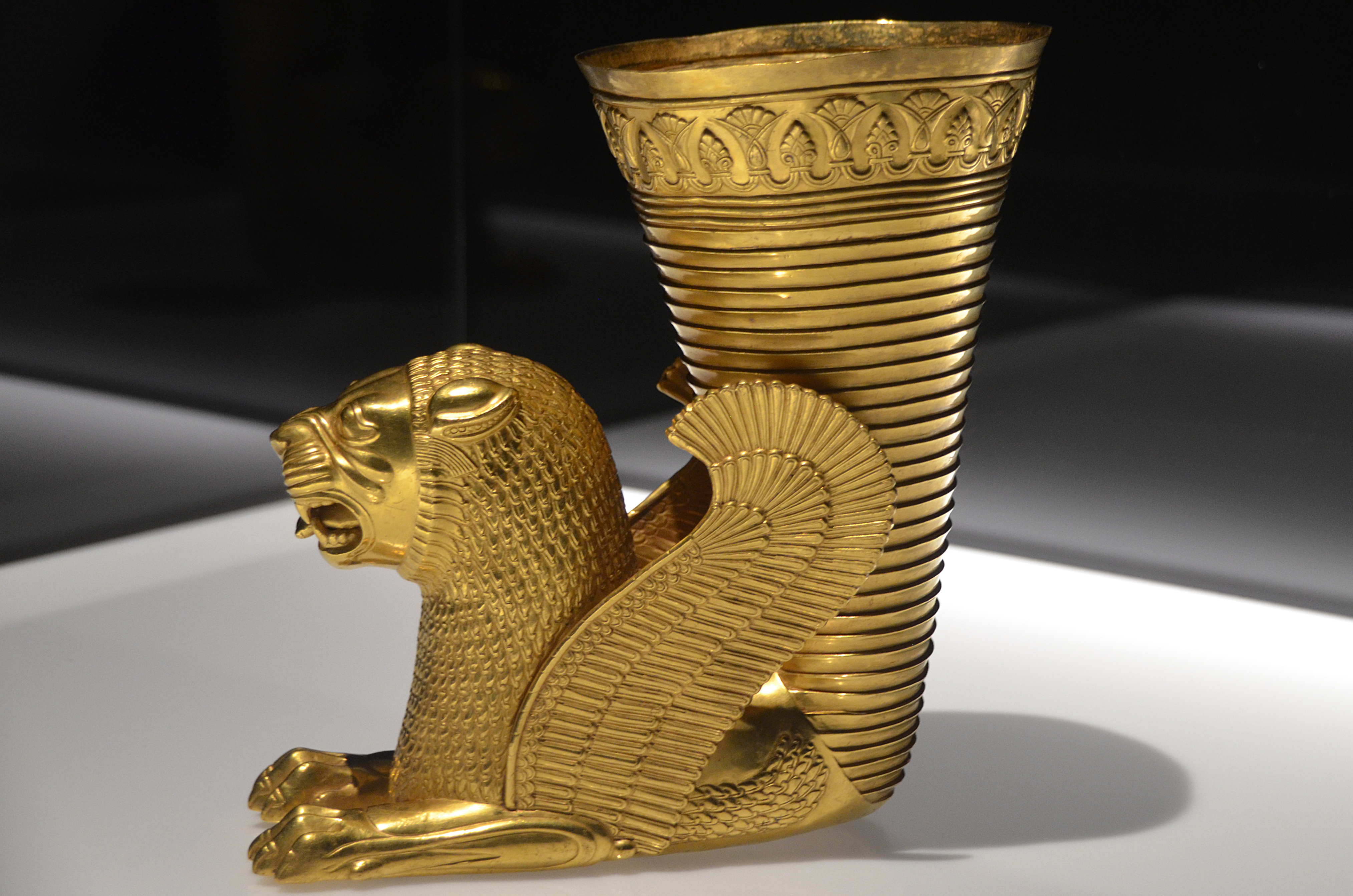
엑바타나 출토 아케메네스 시대 사자 모양 황금 리톤, 이란 국립박물관 소장

기원전 550년, 키루스 2세는 아스티아게스를 물리치고 엑바타나를 정복하여 아케메네스 제국을 세웠다. 엑바타나는 이전의 중요성을 잃었지만, 페르세폴리스와 사르디스를 잇는 왕의 길에 위치하고 알반드산 기슭에 자리하여 아케메네스 통치자들이 머무르는 곳으로 사용되었다. 이 도시는 아케메네스 제국의 여름 수도이자 보물 창고가 되었다. 여러 자료에서 언급된 바와 같이, 이 도시는 왕실 기록 보관소로도 사용되었다.
고대에는 엑바타나가 부와 웅장한 건축물로 명성이 높았다. 하지만 기원전 330년에 다리우스 3세가 알렉산드로스와 맞섰을 때 엑바타나는 폐허가 되었다. 다리우스 3세는 도시 한가운데에 보물과 재산을 위한 수백 개의 은닉처를 건설하도록 명령했다. 다리우스 3세가 기원전 330년 7월 쿠데타로 살해되기 몇 주 전, 엑바타나는 정복되었고, 페르세폴리스는 알렉산드로스에 의해 파괴되었다. 이 사건들은 아케메네스 제국의 종말을 알렸다.

### 셀레우코스 제국 (기원전 312년~기원전 63년)

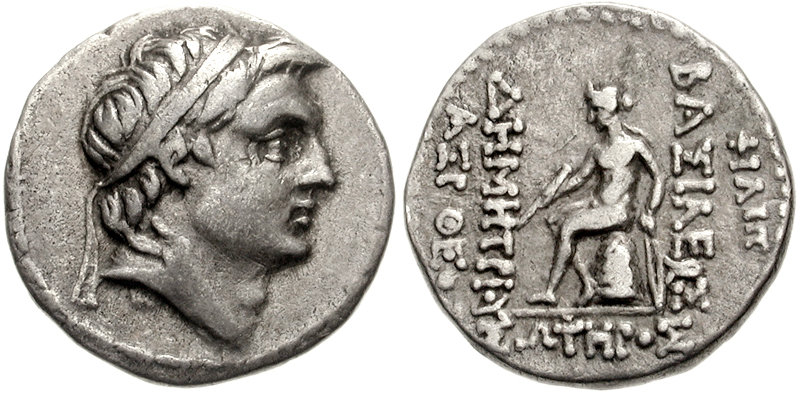
엑바타나에서 주조 및 발굴된 데메트리오스 1세의 동전.

기원전 330년, 알렉산드로스 대왕은 엑바타나의 보물창고를 점령하고 궁전의 모든 금은 장식품을 약탈했다. 엑바타나는 알렉산드로스의 명령으로 마케도니아의 장군 파르메니온이 암살된 장소이기도 하다.
후에 기원전 305년, 이 도시는 셀레우코스 1세의 통치하에 놓였다. 엑바타나 전투는 기원전 129년에 셀레우코스의 안티오코스 7세 시데테스와 파르티아의 프라아테스 2세 사이에서 벌어졌으며, 이는 셀레우코스 제국이 파르티아에 대항하여 이란 동부에서 권력을 되찾으려는 최후의 시도였다. 패배 후, 셀레우코스 제국의 영토는 현대 시리아 지역으로 제한되었다.

### 파르티아 제국 (기원전 247년~서기 224년)

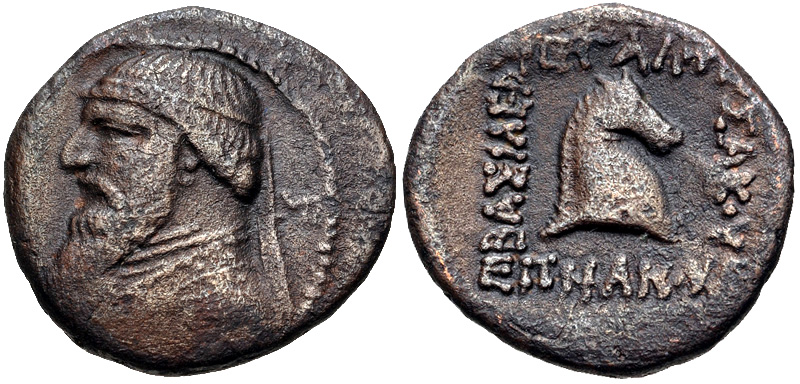
엑바타나에서 주조 및 발굴된 말 문양이 뒷면에 새겨진 미트리다테스 2세의 동전.

엑바타나는 나중에 파르티아의 여름 수도가 되었으며, 드라크마, 테트라드라크마, 다양한 청동 주화를 생산하는 주요 조폐국이 되었다.
고전 고대 시대에 이 도시의 부와 중요성은 '고속도로(High-Road)'라고 불리는 주요 동서 고속도로의 주요 정거장 역할을 하는 중요한 교차로에 위치해 있었기 때문이었다. 이 지역은 말과 밀로 유명했다. 흑연, 금, 백금, 안티모니, 철, 다양한 광물들이 발견되었다. 당대 문헌에서는 유전과 화염에 대한 언급이 있으나, 이러한 자원에 대한 직접적인 증거는 없다.
기원전 130년, 안티오코스 7세는 이란에 셀레우코스 세력을 회복시키기 위해 잠시 엑바타나에 머물렀고, 다음 해에는 티그라네스 2세가 미트리다테스 2세를 공격하기 위해 그곳에 머물렀다.

### 사산 제국 (서기 224년~651년)
엑바타나는 서기 226년까지 파르티아에 충성했지만, 그 해에 아르다시르 1세가 아르타바누스 4세를 격파하고 아트로파테네와 함께 엑바타나를 북쪽에서 정복했다. 엑바타나가 사산 제국의 여름 수도로 사용되었는지에 대해서는 상충되는 증거가 있다. 이븐 알-파키흐에 따르면, 건물은 크테시폰(사산 제국의 수도)과 알반드산 사이에 지어졌지만, 그 이상은 아니었다고 한다.

### 파괴
서기 642년 나하반드 전투 이후, 엑바타나는 무슬림에게 함락되었고, 1220년경 몽골 침공으로 도시는 완전히 파괴되었다. 엑바타나는 1386년에 티무르에 의해 약탈되었고, 그 결과 주민들은 학살되었다.

### 역사적 묘사

#### 헤로도토스의 묘사

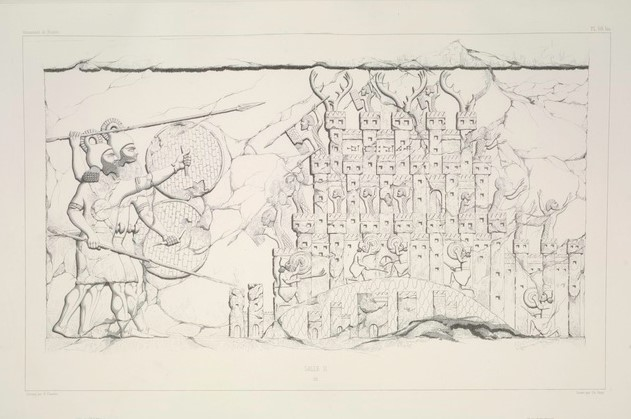
아시리아 시대의 부조로, 그리스 작가들이 엑바타나를 묘사했던 방식과 유사하게 언덕 위에 동심원을 이루는 성벽으로 지어진 메디아 도시를 보여준다.

그리스인들은 엑바타나를 메디아 제국의 수도로 여겼고, 그 창건을 데이오케스(쐐기 문자 비문의 다이우쿠)의 공로로 돌렸다. 그는 엑바타나의 궁전을 서로 다른 색깔의 일곱 개의 동심원 성벽으로 둘러쌌다고 전해진다. 이 복합 단지의 성벽이 고대 근동에서 흔했던 다층식 신전 탑인 고대 지구라트를 말하는 것으로 추정된다.

기원전 5세기, 헤로도토스는 엑바타나에 대해 다음과 같이 기록했다:
"메디아인들은 지금 엑바타나라고 불리는 도시를 건설했는데, 그 성벽은 크고 견고하며, 서로 안팎으로 원을 이루며 솟아 있었다. 그곳의 계획은 각 성벽이 바깥쪽 성벽보다 흉벽으로 더 높게 솟아나도록 하는 것이었다. 완만한 언덕인 지형의 특성이 이러한 배열에 어느 정도 유리했지만, 이는 주로 인공적으로 이루어졌다. 원의 수는 7개이며, 왕궁과 보물창고는 마지막 원 안에 서 있었다. 바깥 성벽의 둘레는 아테네 성벽과 거의 같았다. 이 성벽의 흉벽은 흰색, 다음은 검은색, 세 번째는 주홍색, 네 번째는 파란색, 다섯 번째는 오렌지색으로 모두 페인트로 칠해져 있었다. 마지막 두 개는 각각 은과 금으로 덮인 흉벽을 가지고 있었다. 이 모든 요새들은 데이오케스가 자신과 자신의 궁전을 위해 세운 것이었다."

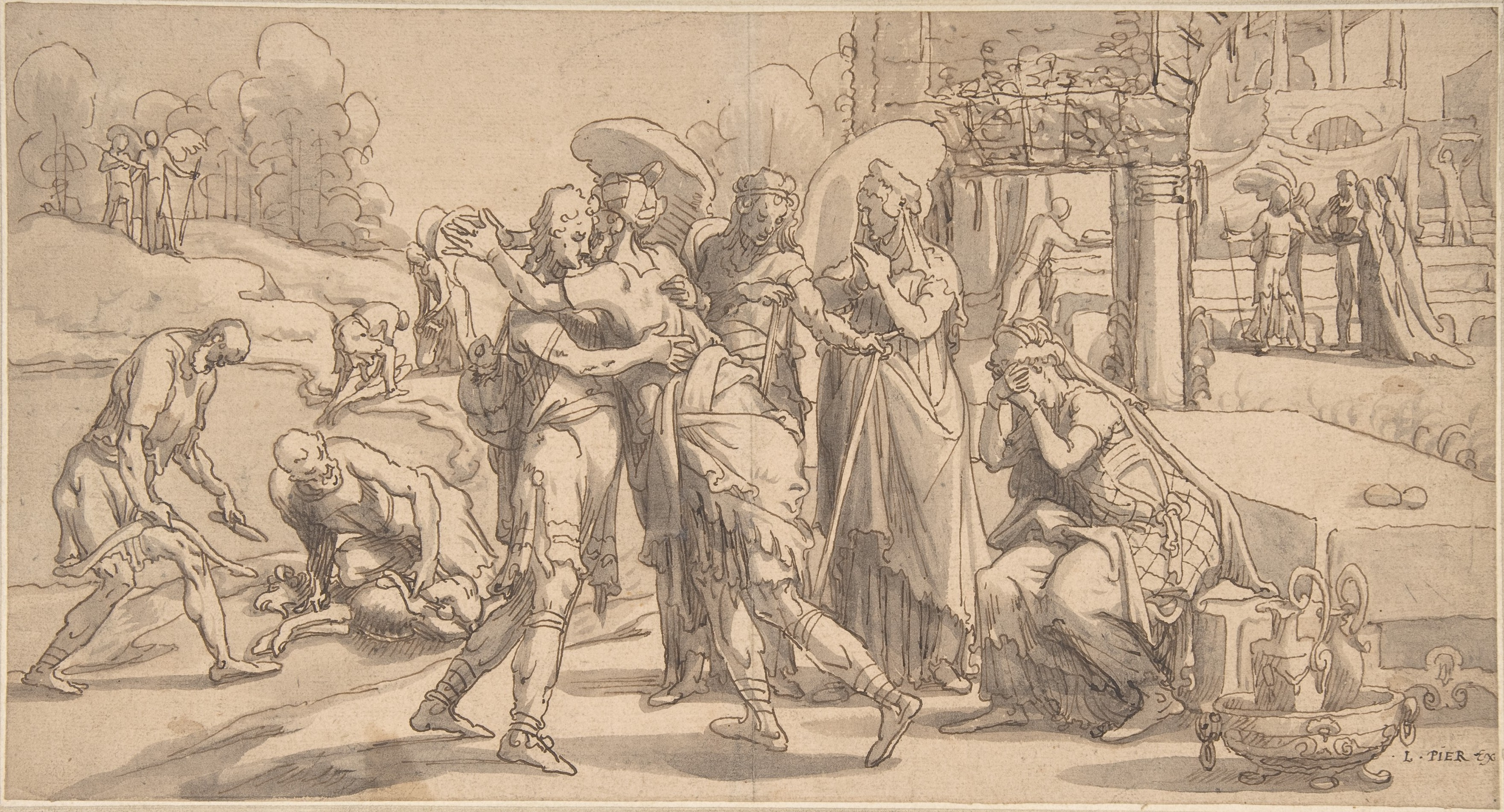
엑바타나에서 토비아스를 맞이하는 라구엘

헤로도토스의 묘사는 신아시리아 제국의 석조 부조에 메디아의 성채가 동심원 성벽으로 둘러싸여 묘사된 것과 부분적으로 일치한다. 다른 자료들은 고대 작가들이 엑바타나를 묘사하기 위해 사용했던 용어들, 예를 들어 카푸트 메디애(메디아의 수도), 왕실의 자리, 위대한 도시 등을 바탕으로 엑바타나의 역사적 중요성을 입증한다. 페르세폴리스와 파사르가다에에서 가져온 보물을 알렉산드로스가 이곳에 예치했으며, 그의 생애 마지막 행위 중 하나가 이 도시를 방문한 것이었다고 전해진다.
엑바타나의 성채는 성경의 에즈라 6장 2절에서도 다리우스 1세 시대의 국가 기록 보관소의 일부로 언급된다.

#### 나보니두스 연대기의 묘사
기원전 5세기의 고대 바빌로니아 문헌인 나보니두스 연대기는 마지막 메디아 왕인 아스티아게스가 어떻게 폐위되었고 키루스가 엑바타나를 정복했는지 묘사한다.
"아스티아게스 왕은 그의 군대를 소집하여 키루스, 안샨의 왕 [즉, 페르시스]과 싸우기 위해 진군했다. 아스티아게스의 군대는 그에게 반란을 일으켜 그를 족쇄에 채워 키루스에게 넘겨주었다. 키루스는 엑바타나의 땅으로 진군했다. 왕궁을 점령하고, 은, 금, 엑바타나 땅의 다른 귀중품들을 전리품으로 취하여 안샨으로 가져갔다."

#### 메갈로폴리스의 폴리비오스의 묘사

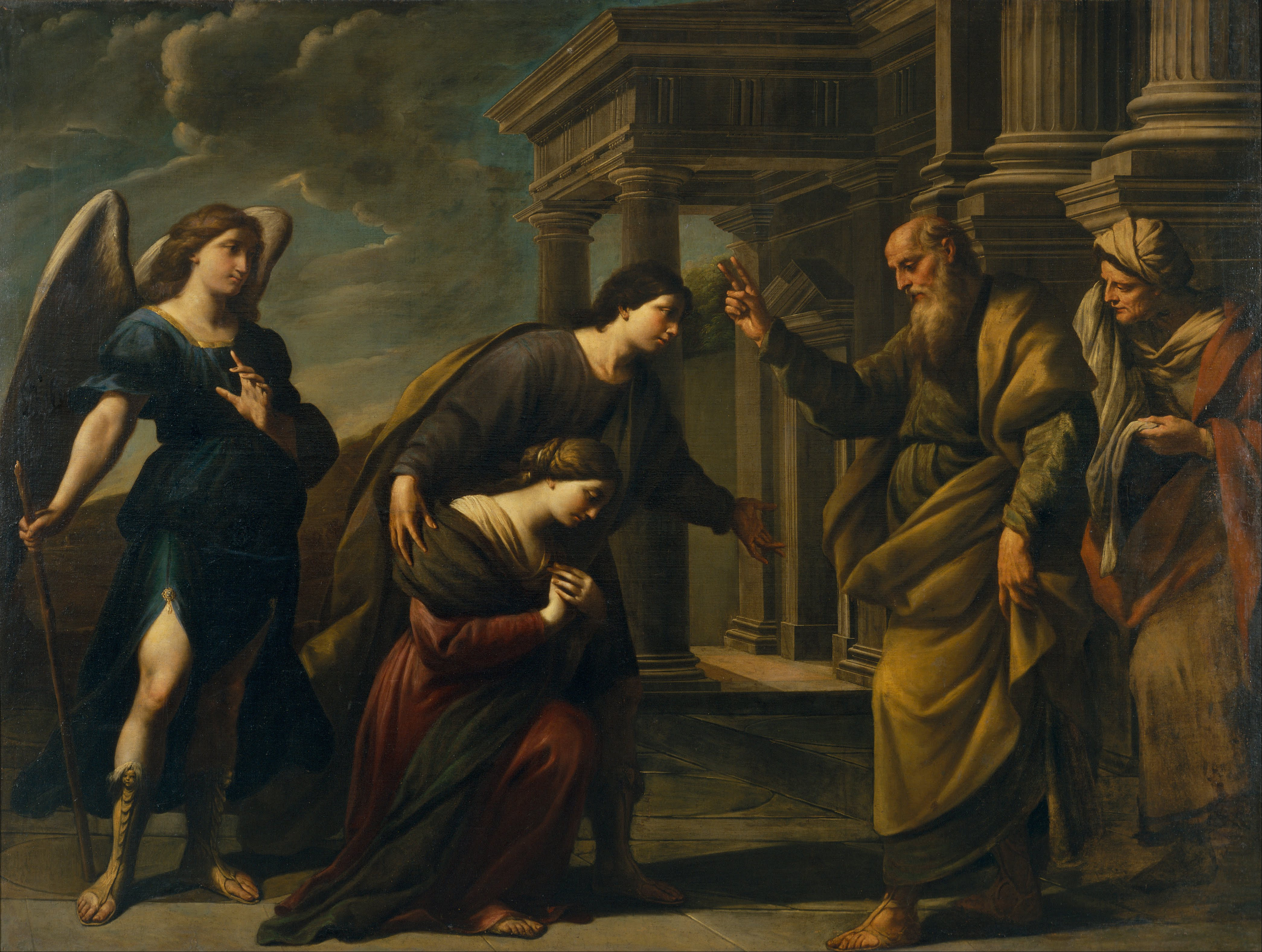
안드레아 바카로 작, 토비아스와 함께 엑바타나를 떠나기 전 라구엘의 딸 사라를 축복하는 모습.

기원전 2세기, 폴리비오스는 엑바타나에 대해 기록했다. 그는 엑바타나 건물의 부와 웅장함이 다른 모든 도시들 중에서 돋보이게 한다고 언급한다. 성벽은 없지만, 놀라운 요새를 갖춘 인공 성채가 있다. 그 아래에는 약 7층 높이의 궁전이 있으며, 그 웅장함은 설립자들의 부유함을 보여준다. 그가 살던 시대에는 목재 부분이 노출된 곳이 없었다. 서까래, 천장의 칸막이, 주랑 현관의 기둥과 회랑에는 은 또는 금 도금이 되어 있었고, 건물 전체에는 은 기와가 사용되었다. 알렉산드로스의 침공 시에는 대부분의 귀금속이 벗겨졌고, 나머지는 안티고노스와 셀레우코스 시대에 벗겨졌다. 그러나 안티오코스는 아이네 신전의 기둥들이 여전히 금으로 도금되어 있었고, 여러 개의 은 기와가 금 벽돌과 함께 신전 주변에 쌓여 있는 것을 발견했다(폴리비오스, 10.27).

## 고고학
지형학적으로 하마단은 모살라(기도 장소), 텔 하그마타나(타파예 하그마타나), 상게 시르 세 개의 언덕과 북에서 남으로 흐르는 알루스제르드 강으로 특징지어지며, 강이 도시를 두 부분으로 나눈다.
남동쪽 지역에 위치한 80 m (260 ft) 높이의 바위 언덕인 모살라 정상에는 직사각형 성채의 석재와 벽돌 잔해가 남아 있으며, 탑으로 표시되어 있다. 이곳은 파르티아 시대 이전으로는 거슬러 올라가지 않는 메디아의 성채로 여겨진다.
텔 하그마타나(고대 엑바타나의 성채와 일치한다고 여겨지는 테페 헤그마타네라고도 불림)는 둘레가 1.4 km (0.87 mi)이고 면적이 약 40 헥타르인데, 이는 폴리비오스의 보고서와 일치하지만, 고대 그리스와 로마의 기록들은 엑바타나의 부, 화려함, 사치스러움을 과장했을 가능성이 있다.
지금까지 메디아 시대로 확실히 연대될 수 있는 발견물은 상대적으로 적다. "네 개의 모서리 기둥이 돔형 천장을 지지하는 작고 개방형 방"이 있는데, 이는 테페 누시잔의 메디아 시대 건축물과 유사하며, 조로아스터교 배화신전으로 해석된다. 발굴을 통해 진흙 벽돌로 만든 거대한 방어벽이 드러났으며, 테페 누시잔과 고딘 테페와의 비교를 통해 메디아 시대로 연대되었다. 또한 아케메네스 시대의 기둥 주춧돌 두 개와 메디아 또는 아케메네스 시대로 추정되는 진흙 벽돌 구조물도 있다. 심하게 손상된 석회암 사자 조각은 연대가 논쟁 중이며, 아케메네스 시대 또는 파르티아 시대일 수 있다. 수많은 파르티아 시대 건축물은 파르티아 통치자들의 여름 수도로서 엑바타나의 지위를 입증한다. 2006년, 하그마타나 언덕의 제한된 지역에서 발굴된 결과 파르티아 시대보다 오래된 유물은 발견되지 않았지만, 이것이 35헥타르 부지 내 다른 곳에 더 오래된 고고학적 층이 존재할 가능성을 배제하는 것은 아니다.
엑바타나는 1913년 샤를 포세이에 의해 처음 발굴되었다. 포세이는 모살라 발굴 6주 동안 아라베스크와 비문, 유약 벽돌, 파이앙스 타일로 장식된 기둥 주춧돌 조각을 발견했다. 그의 우연한 발견을 바탕으로, 30 m (98 ft) 높이의 봉분인 텔 하그마타나는 메디아 성채와 아케메네스 왕궁 건축물이 있던 곳으로 보인다. 왕자의 조각된 머리는 동쪽 구역의 3개월간의 발굴 작업 중에 발견되었다.
현대 도시가 고대 유적지의 대부분을 덮고 있기 때문에 발굴이 제한적이었다. 1969년 문화예술부는 고고학 지원을 위해 텔 부지의 토지 매입을 시작했지만, 발굴은 1983년에야 시작되었다. 2007년까지 12차례의 발굴이 이루어졌다. 1974년 이란 고고학 연구 센터는 하마단 남동쪽에 위치한 파르티아 묘지에서 일부 발굴 작업을 수행했다. 텔에 대한 작업은 계속 진행 중이다.

## 엑바타나/하그마타나
역사가들과 고고학자들은 이제 "엑바타나와 하마단의 동일성은 확실하다"고 믿는다. 이전에는 메디아 시대와 아케메네스 시대의 중요한 고고학적 유적지가 부족하여 엑바타나의 다른 후보지가 제시되기도 했다.
아시리아 자료에는 하그마타나/엑바타나가 전혀 언급되지 않는다. 일부 학자들은 인도이란어의 /s/ 발음이 많은 이란어군에서 /h/로 변했기 때문에, 후기 그리스와 아케메네스 자료에 언급된 엑바타나/하그마타나를 아시리아 문헌에 자주 언급되는 사그비타/사그바트와 동일시함으로써 이 문제를 해결할 수 있다고 믿었다. 아시리아 자료에 언급된 사그비타는 키셰심(카르-네르갈)과 하르하르(카르-샤르루킨) 도시 근처에 위치해 있었다.
이제는 아시리아 자료에서 엑바타나가 언급되지 않는 이유가 아시리아가 알반드 산맥 동쪽까지는 침투하지 못하고 서부 자그로스 지역에만 관여했기 때문이라는 가능성으로 설명될 수 있다고 제안된다.
헨리 롤린슨 경은 아트로파테네의 타흐트 술레이만 유적지에 두 번째이자 더 오래된 엑바타나가 존재했음을 증명하려 했다. 그러나 쐐기 문자 문헌들은 그 이름의 도시는 단 하나였으며, 타흐트 술레이만이 고전 지리학의 가자카임을 암시한다. 엑바타나가 이란의 역사적 수도 중 하나이자 현재 동아제르바이잔주의 주도인 타브리즈였을 것이라는 주장도 있다. 이전에 타우리스라고 불리던 이 도시는 존-토마스 미나도이가 제안했는데, 그는 자신의 도시 식별이 현대 및 고대 지리학자, 최근 여행 기록, 그리고 지역 정보원으로부터 수집한 데이터를 기반으로 한다고 언급했다. 이 이론은 윌리엄 존스 경과 주요 프랑스 동양학자들과 같은 다른 역사가들에 의해 지지되기도 했다.
엑바타나는 아스티아게스 (이스투베구)의 수도로 추정되며, 나보니두스 재위 6년째(키루스 2세가 왕위에 오른 기원전 550/549년)에 페르시아 황제 키루스 2세에게 점령되었다.

## 엑바타나 박물관

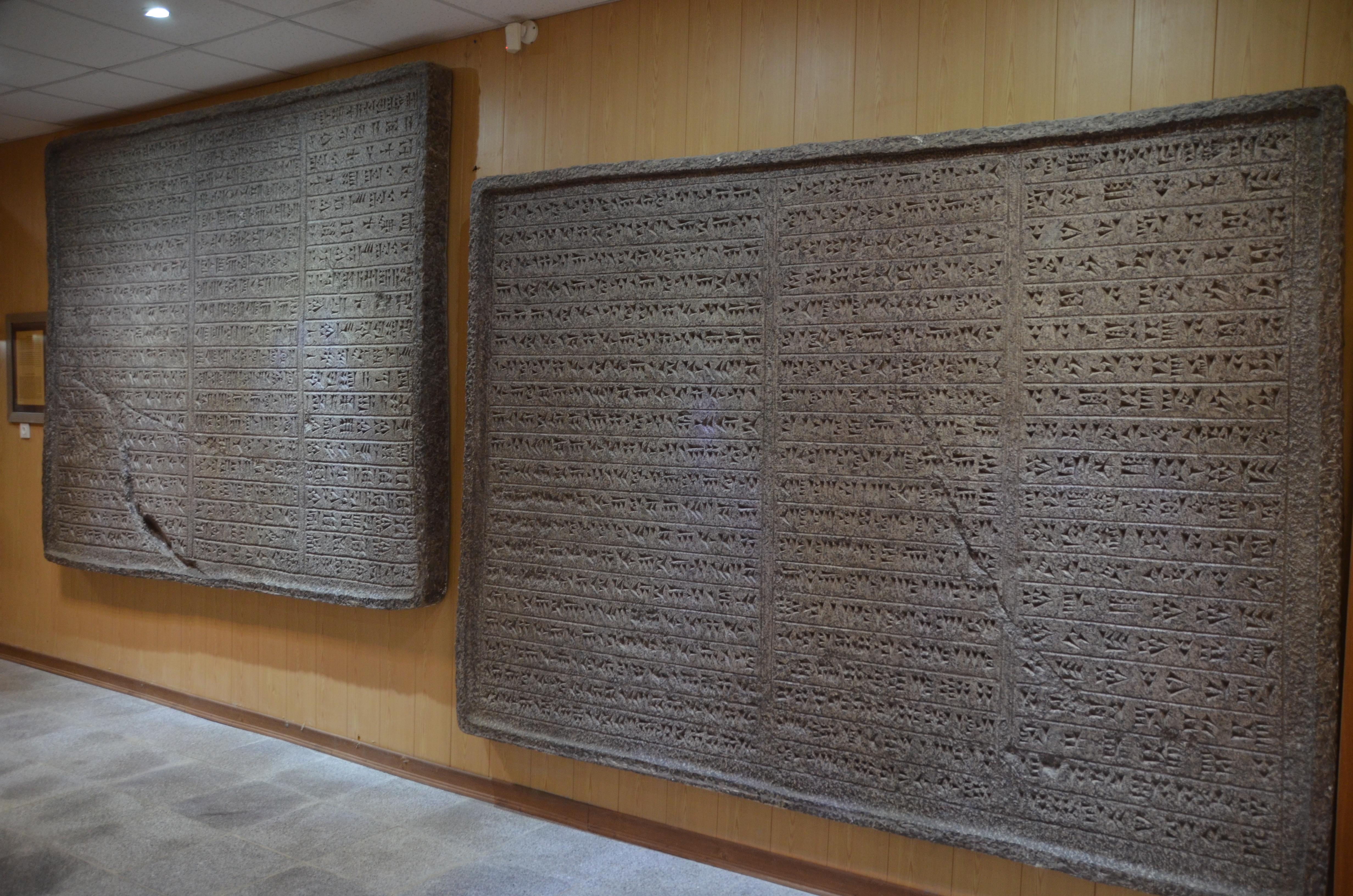
엑바타나 박물관에 보관된 두 개의 아케메네스 쐐기 문자 비문

엑바타나 박물관은 1994년에 개관했다. 박물관은 월요일 저녁을 제외하고 매일 개방한다. 엑바타나 언덕 동쪽에 위치한 박물관 건물은 원래 유치원 건물이었으나, 임시 박물관으로 사용하기 위해 변경 및 수리를 거쳤다. 600제곱미터가 넘는 면적에 걸쳐 엑바타나에서 발견된 유물 중 상당수가 오늘날 이 박물관에 보관되어 있으며, 일부는 이란 국립박물관과 레자 압바시 박물관에 보관되어 있다.

## 누시잔 배화신전

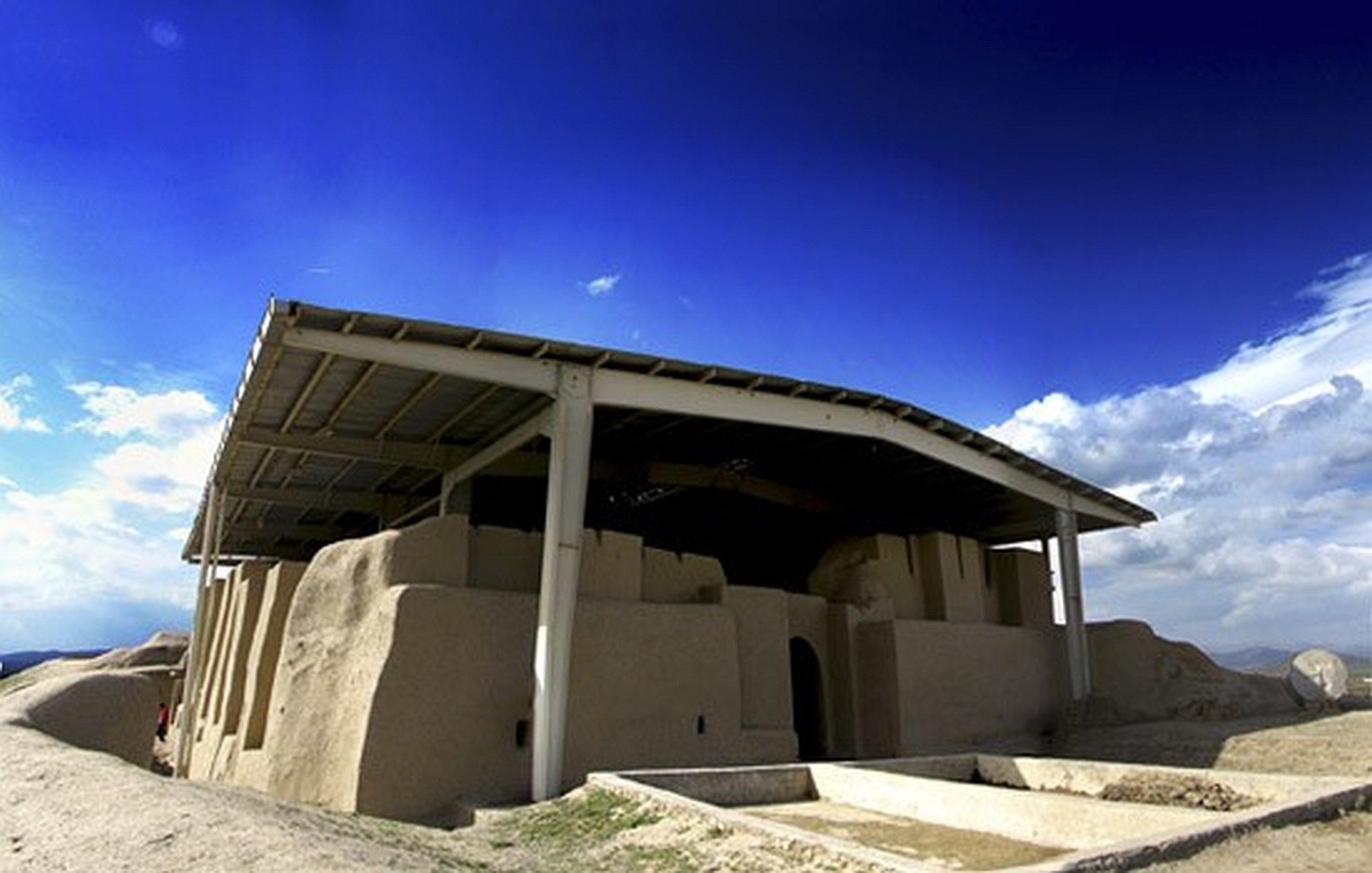
엑바타나 근처의 누시잔 배화신전

누시잔 배화신전은 세계에서 가장 중요하고 오래된 배화신전 중 하나이며, 엑바타나 근처에 있다. 또한 세계에서 가장 오래된 어도비 사원이기도 하다. 1967년 데이비드 스트로나흐의 감독 하에 이 장소의 발굴이 시작되어 세 개의 독립된 층에서 세 가지 역사적 시기가 확인되었다. 3층은 파르티아인에 속하고, 2층은 아케메네스인에 속하며, 1층은 메디아인에 속한다. 이 장소는 기원전 8세기 후반부터 6세기 전반까지 메디아인들에게 가장 중요한 배화신전이었으며, 현재는 메디아 시대에 남아있는 가장 중요한 건축물 중 하나이다.

## 갤러리

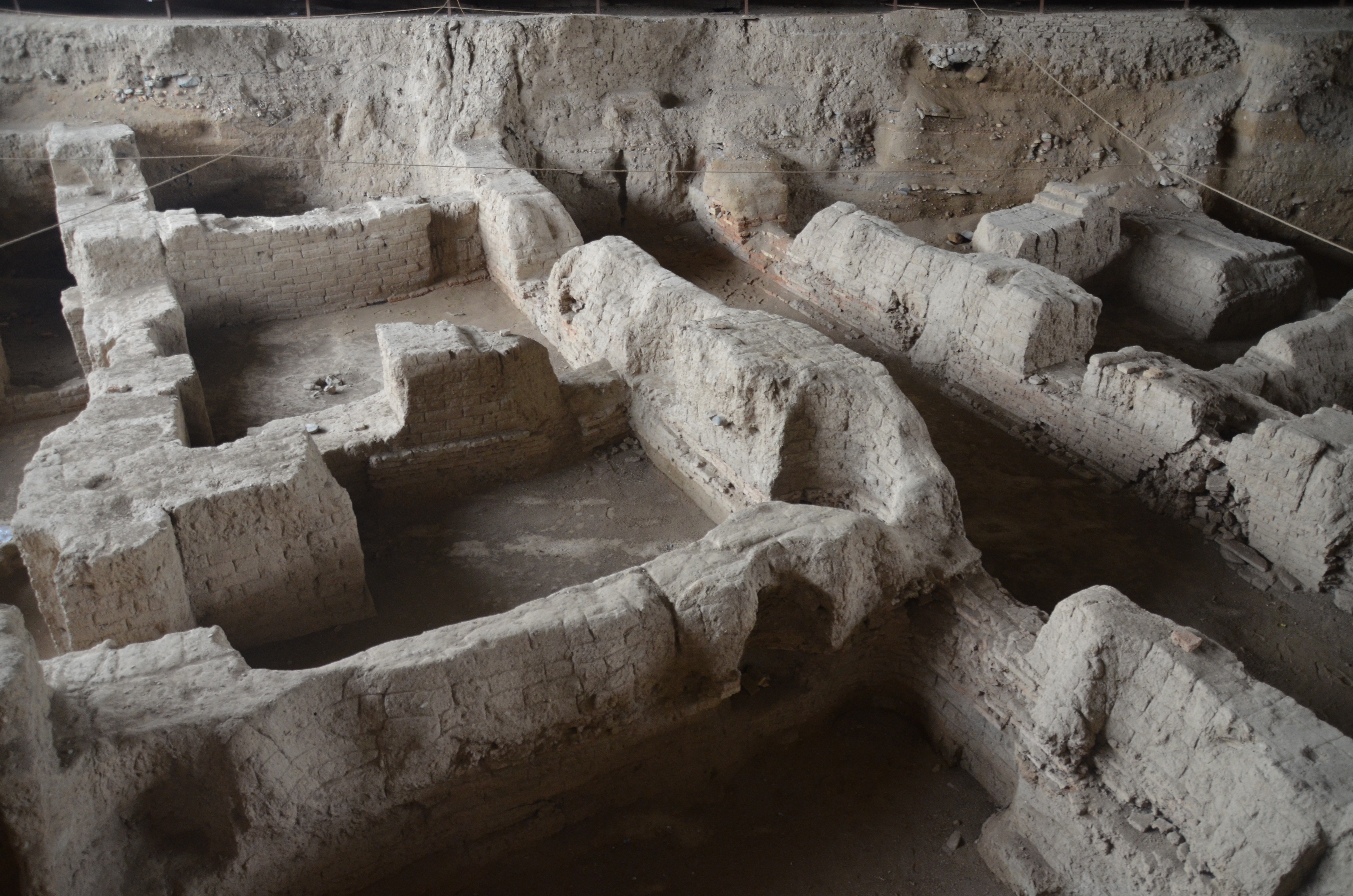
엑바타나의 세부 모습 (1)
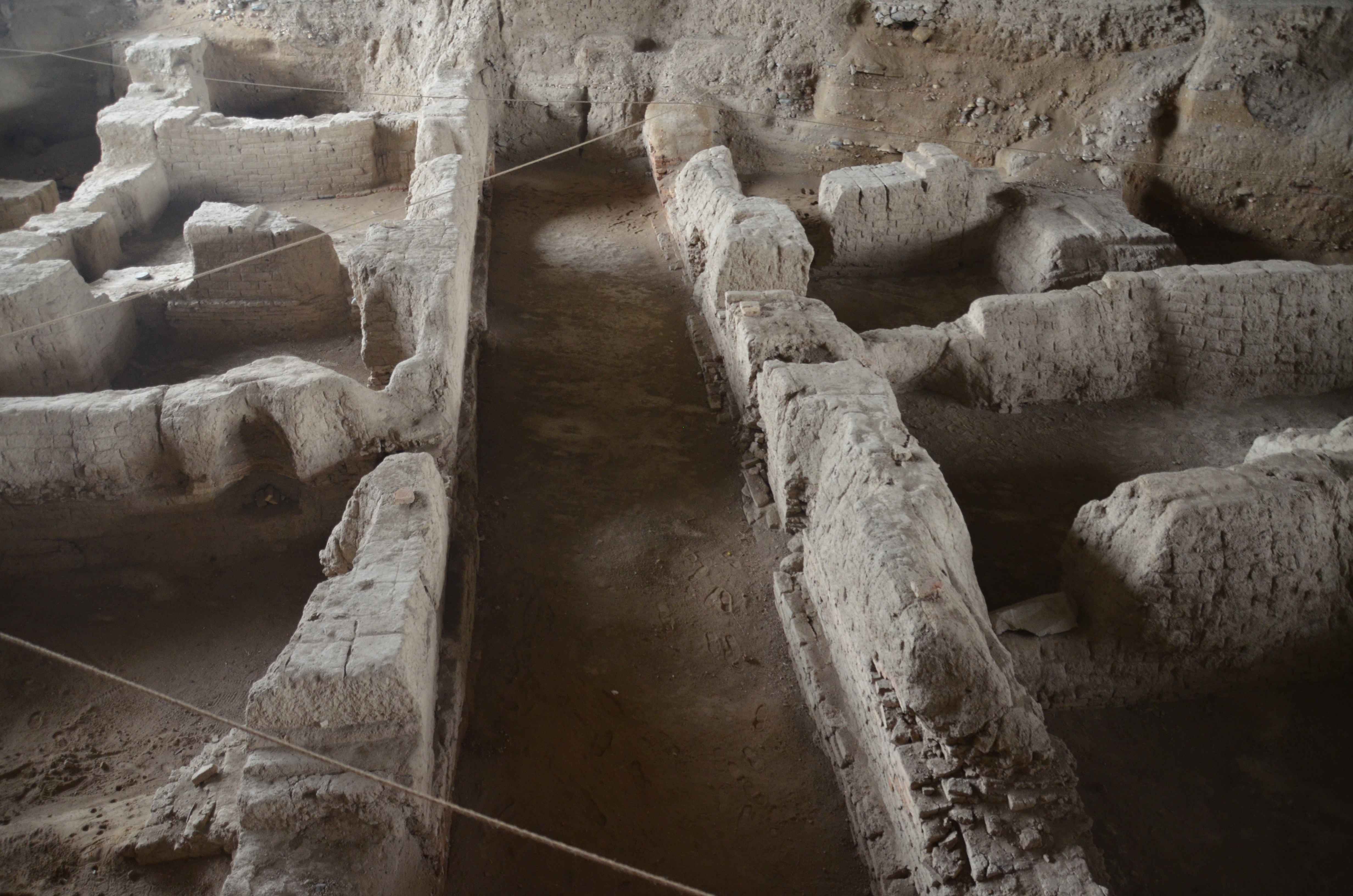
엑바타나의 세부 모습 (2)
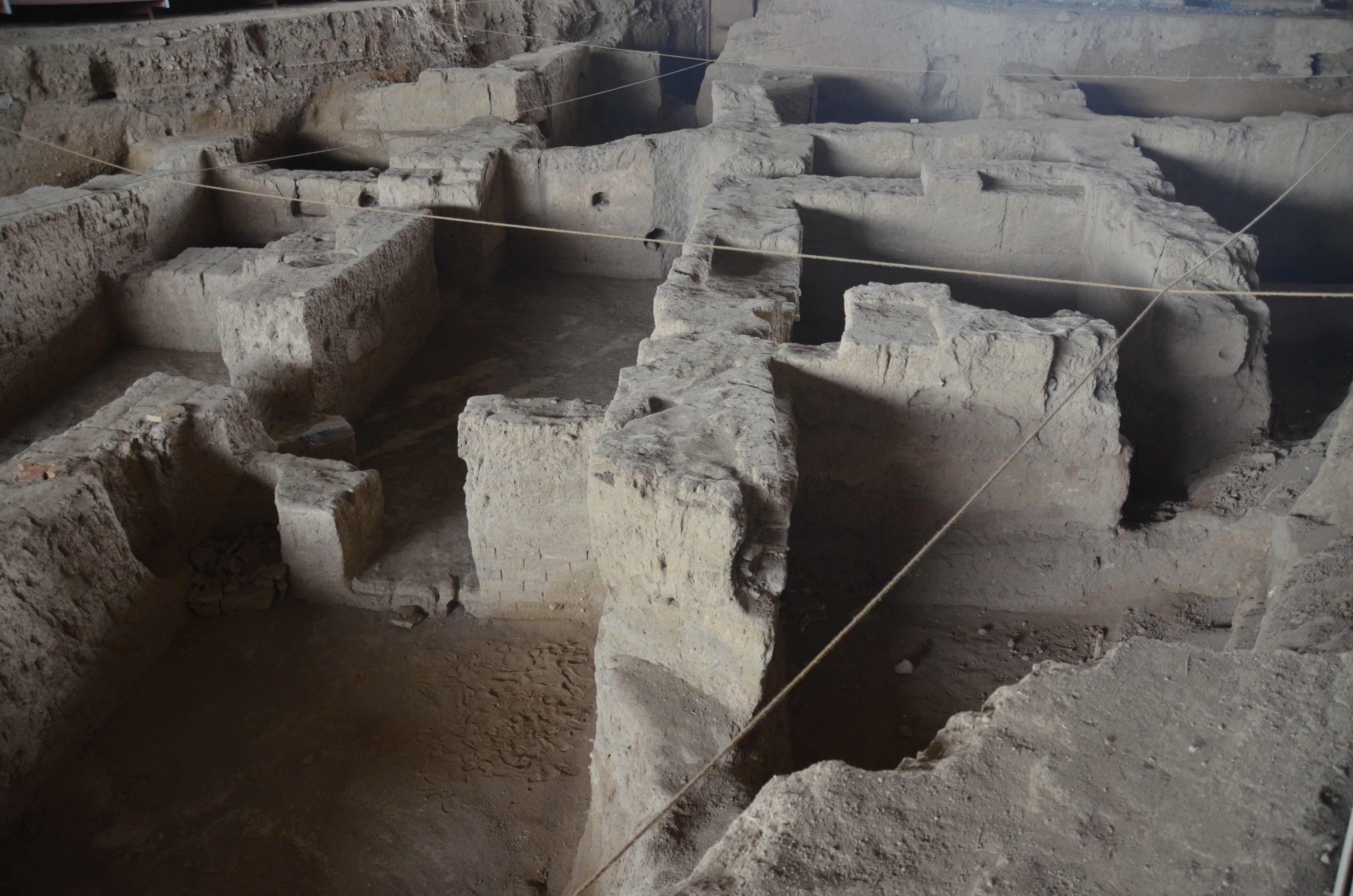
엑바타나의 세부 모습 (3)
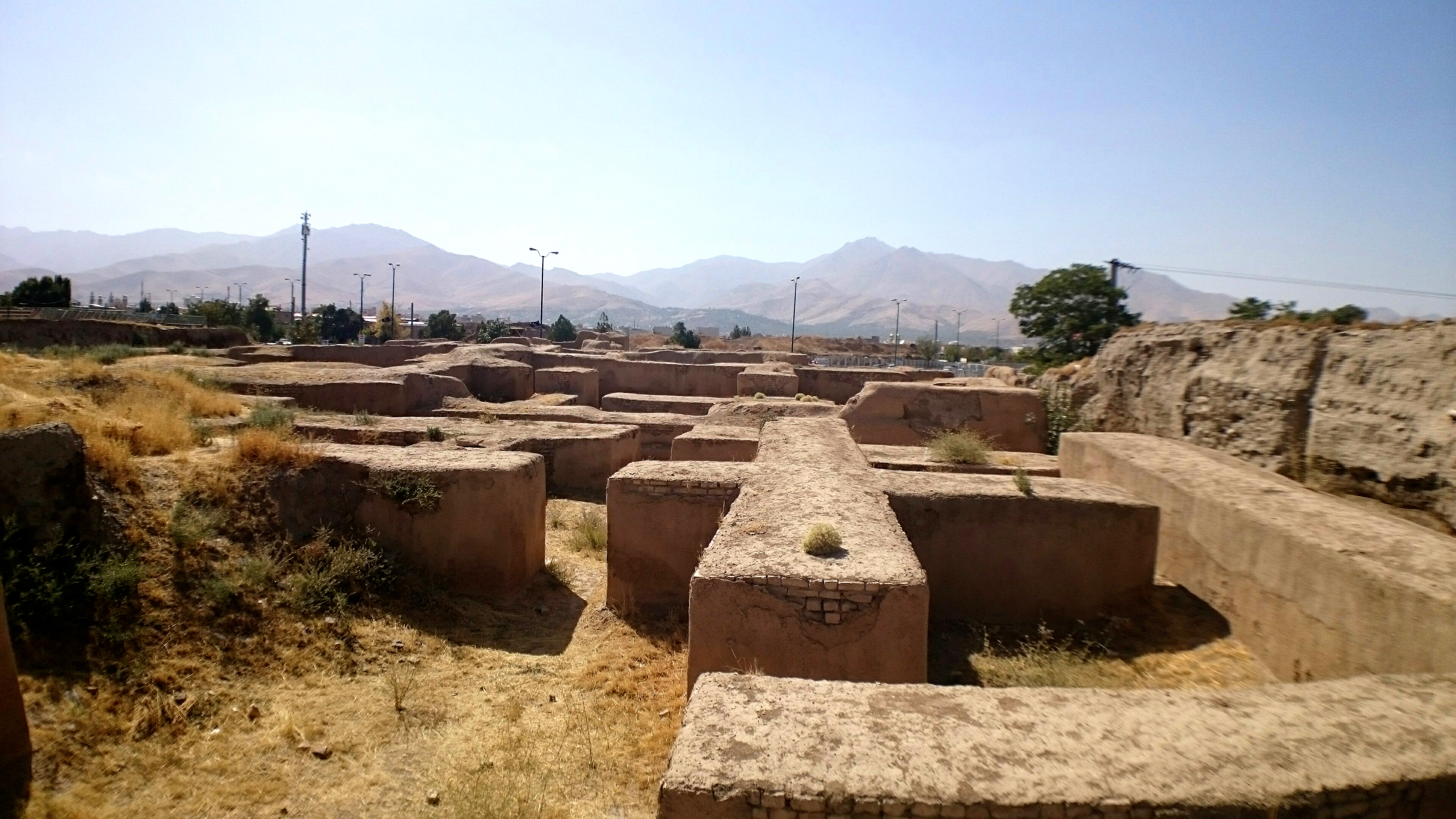
엑바타나의 외부 (1)
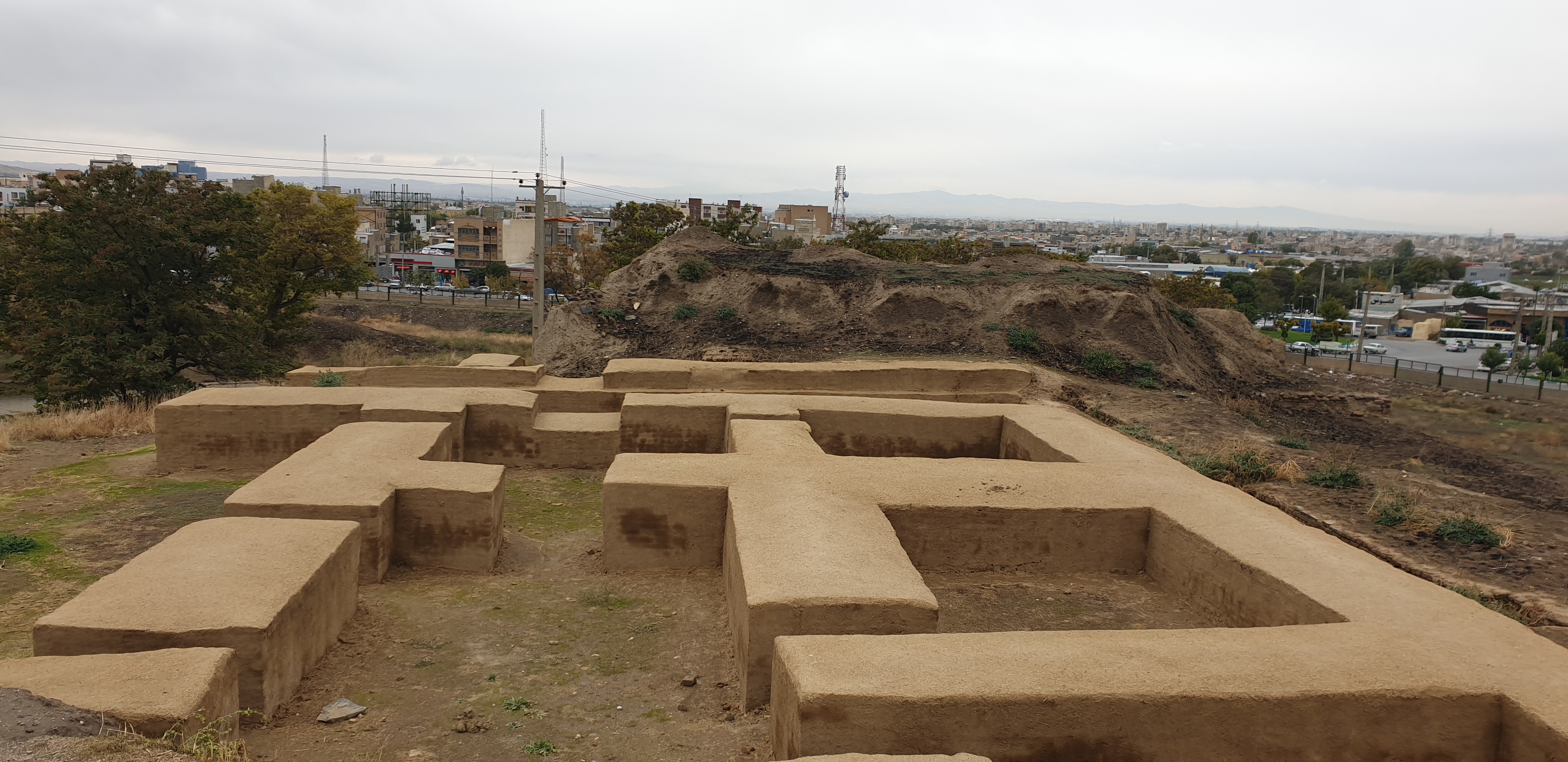
엑바타나의 외부 (2)
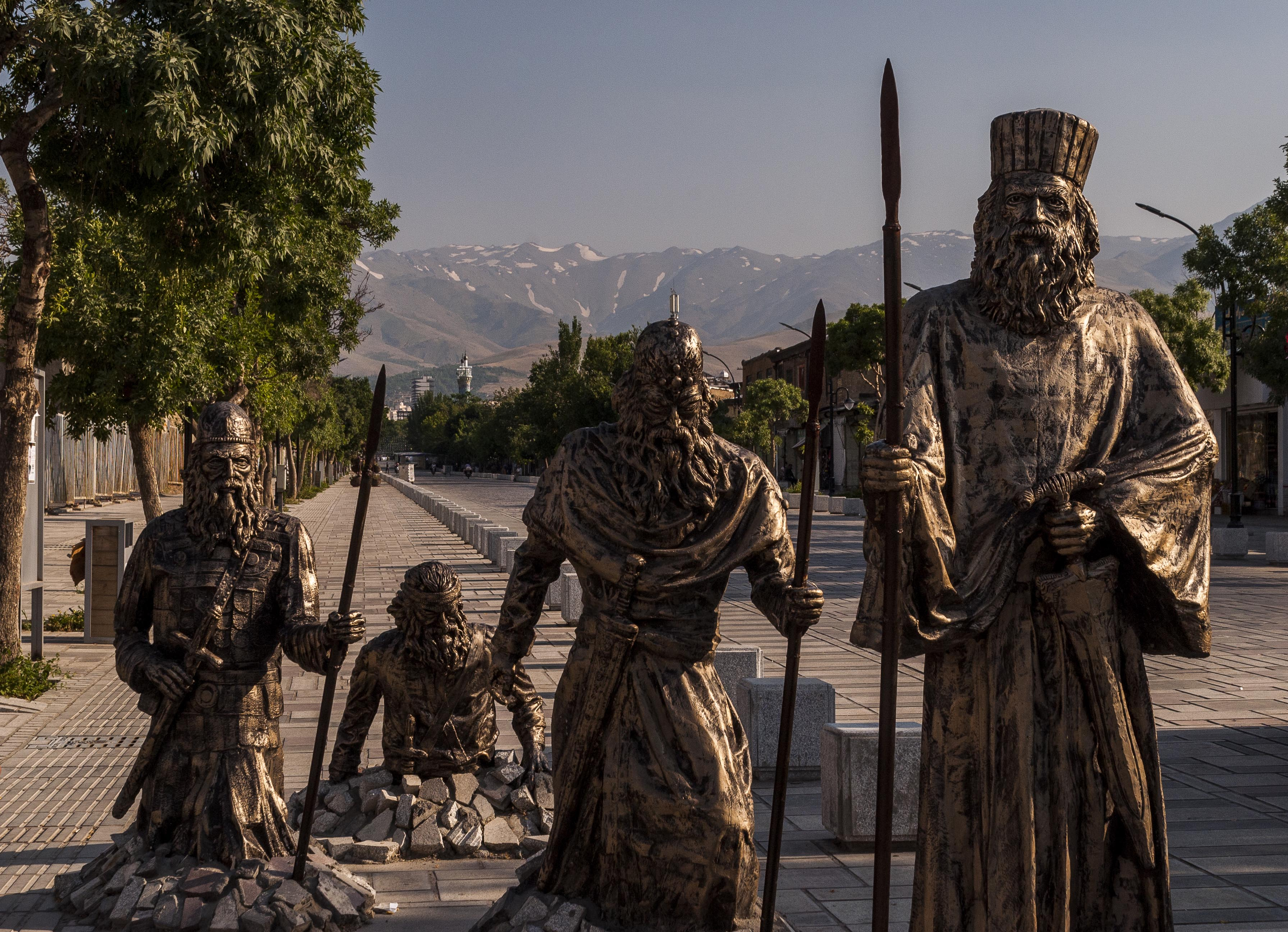
엑바타나 인접 도로
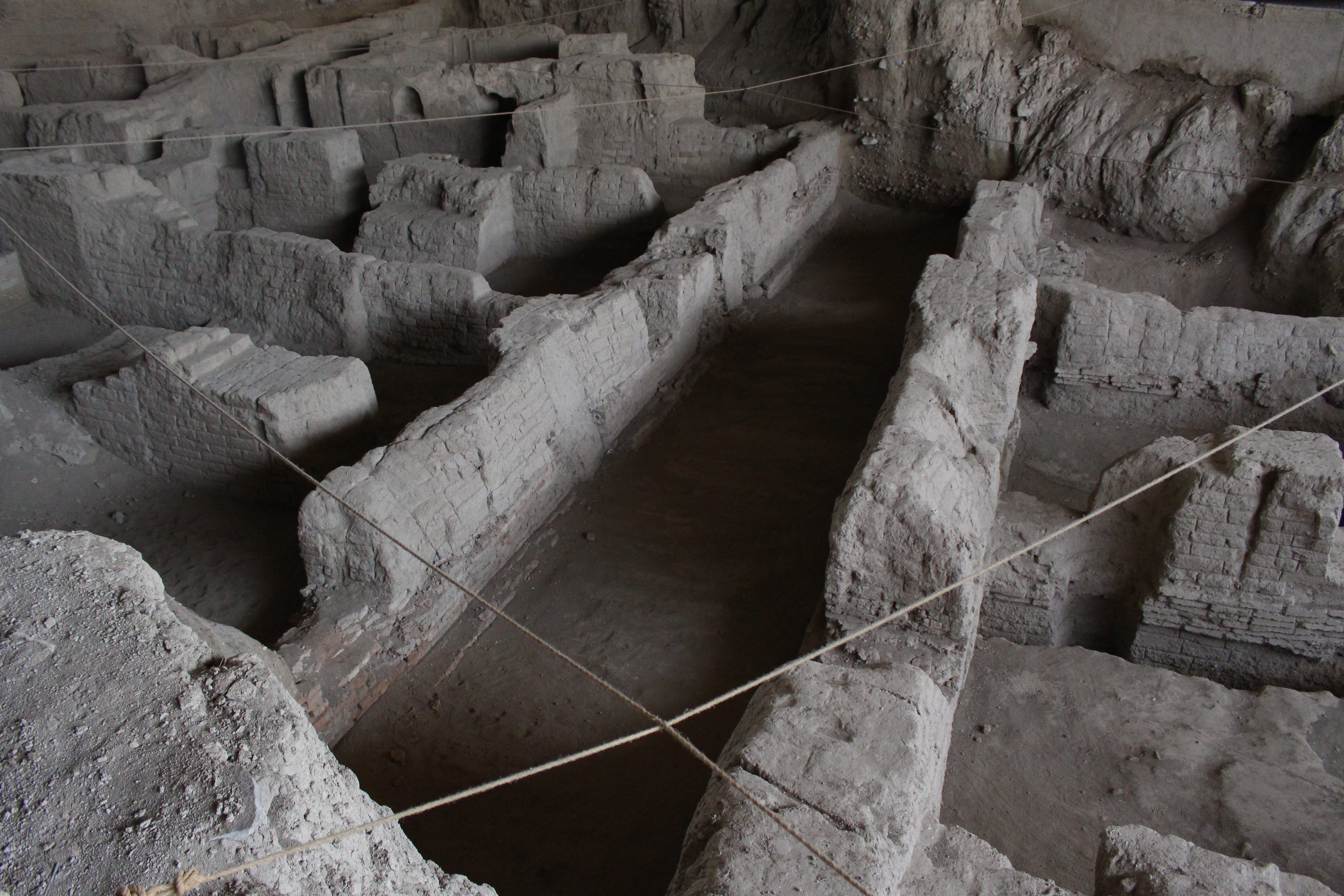
엑바타나의 세부 모습 (4)
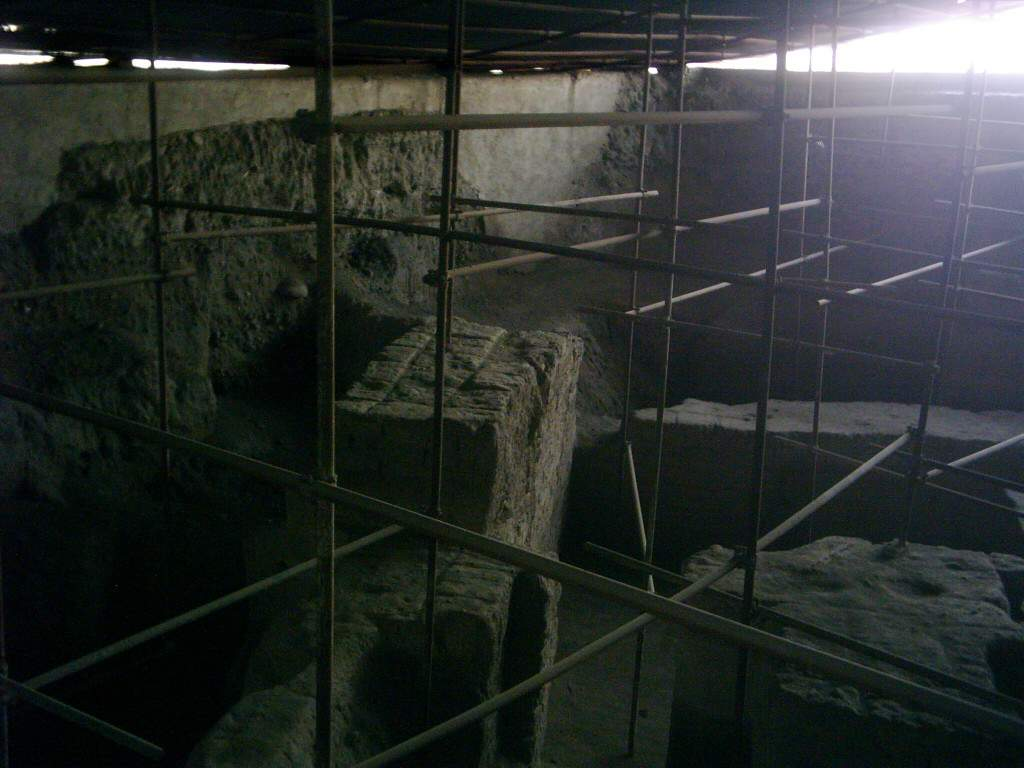
엑바타나의 세부 모습 (5)
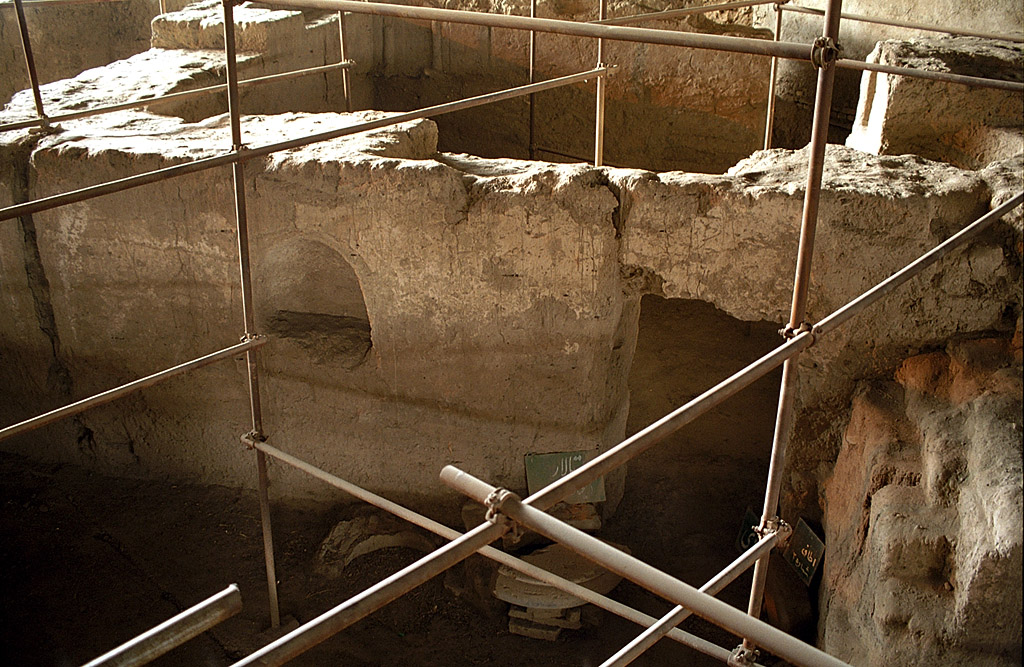
복원 중인 엑바타나 (1)
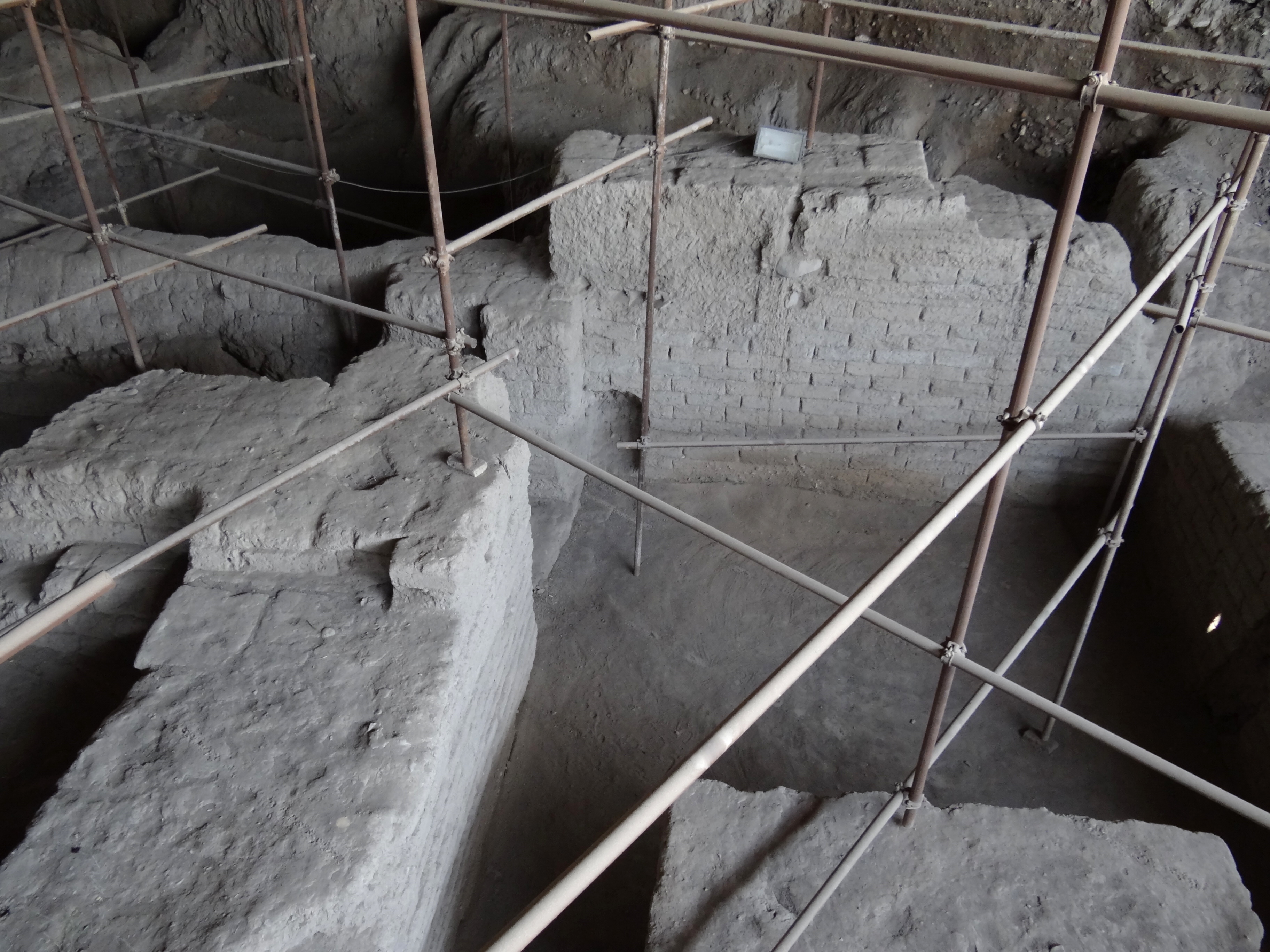
복원 중인 엑바타나 (2)
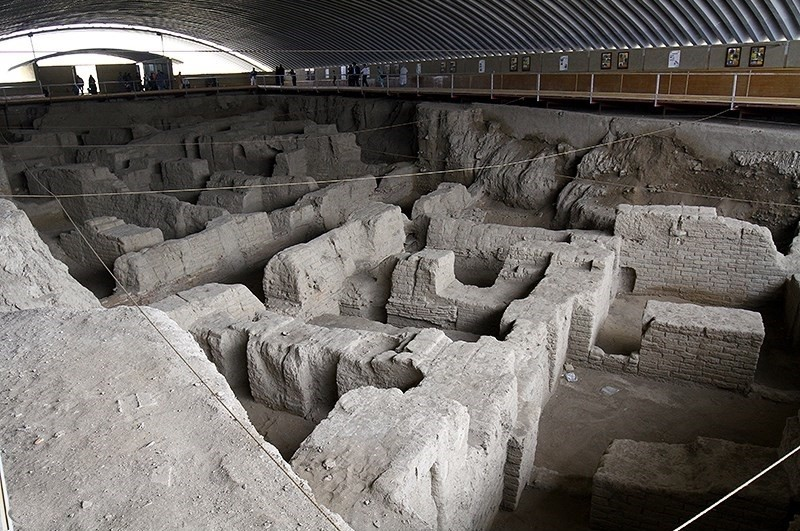
엑바타나의 세부 모습 (6)
엑바타나의 파노라마 전경
엑바타나의 주요 유적지
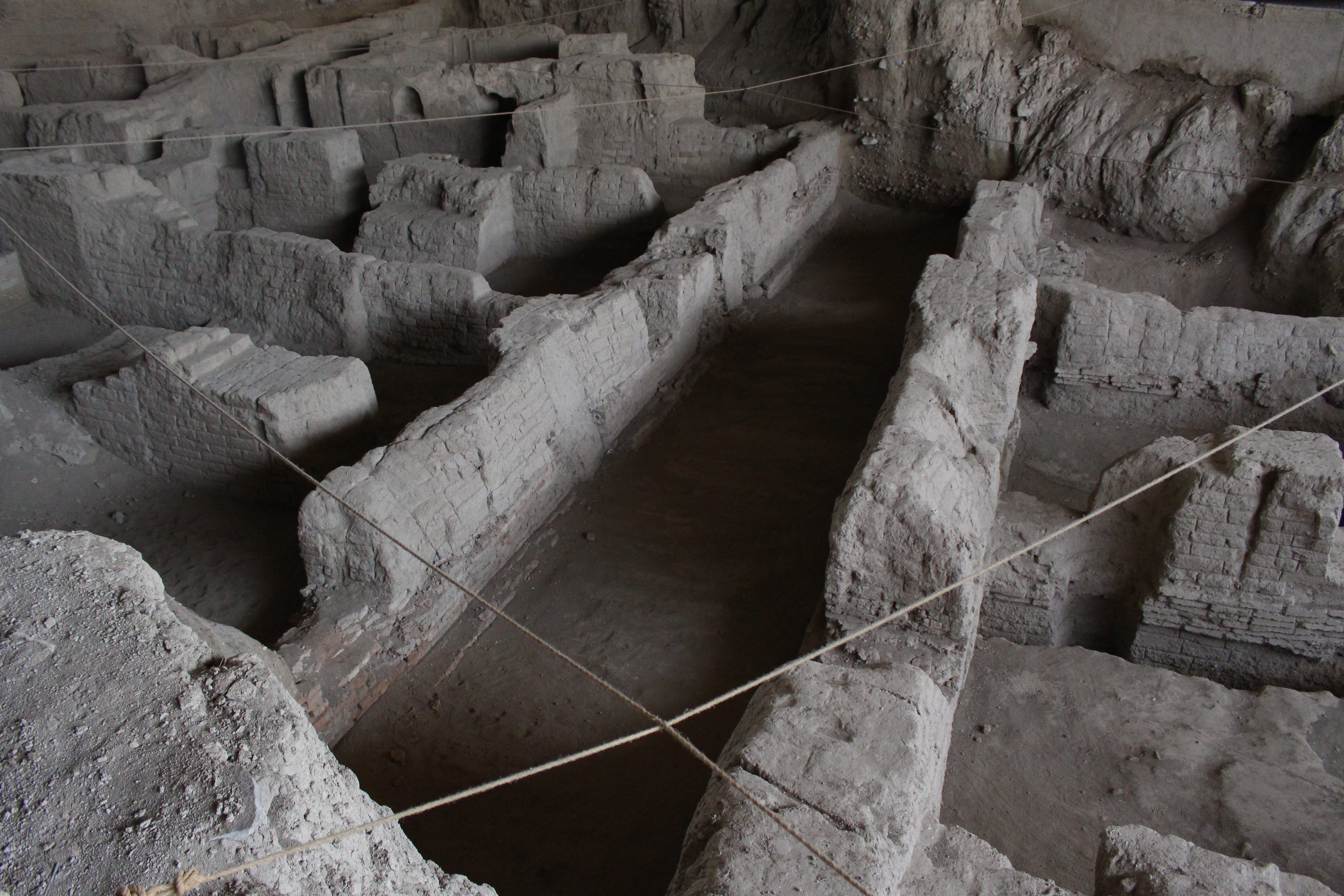
엑바타나의 세부 모습 (7)
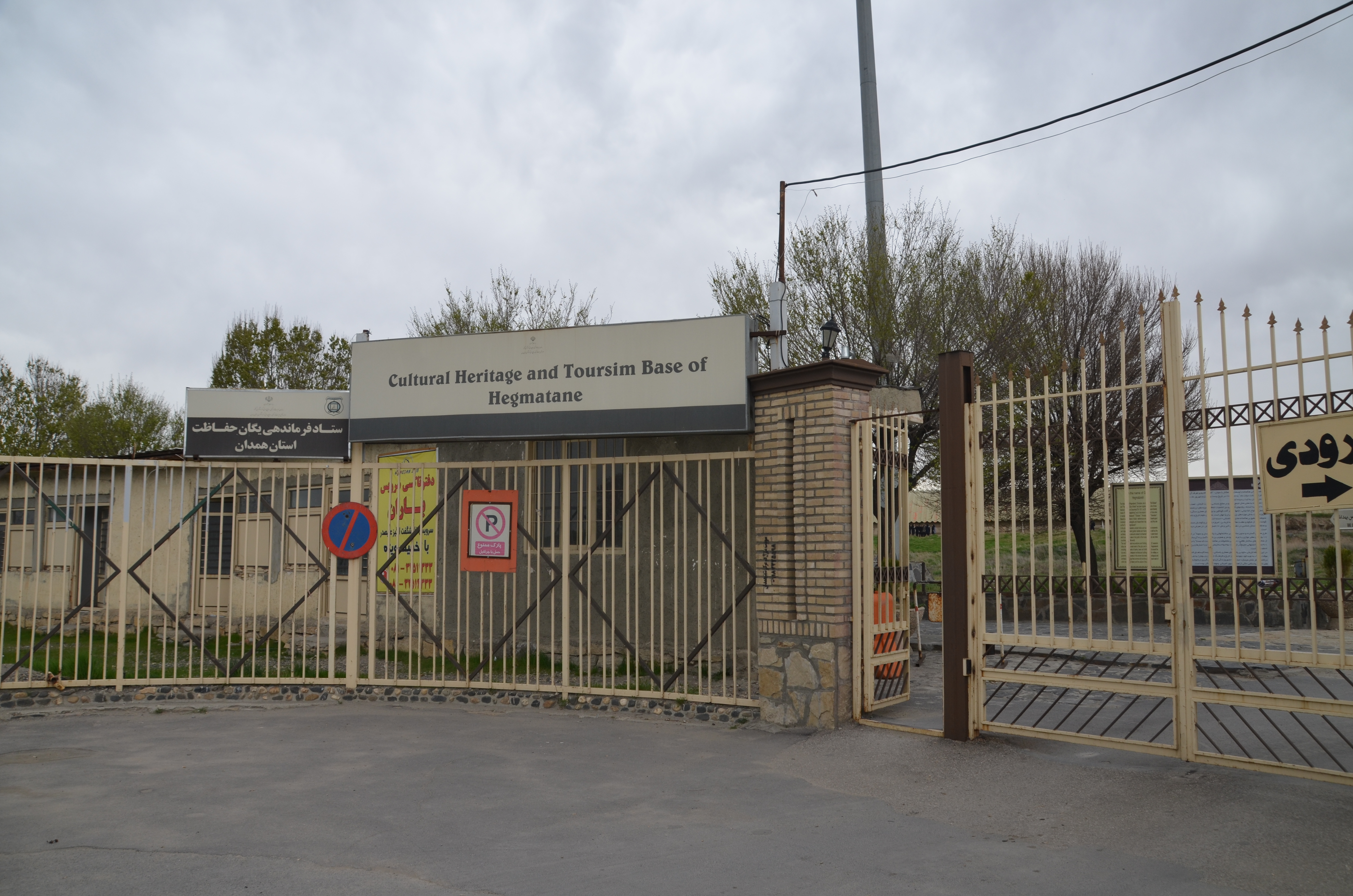
엑바타나의 입구

## 같이 보기
- 카시트인

### 내용주
1. ↑  고대 페르시아어: 𐏃𐎥𐎶𐎫𐎠𐎴 or Haŋmatāna,[1] literally "the place of gathering" according to 다리우스 1세의 비히스툰 비문; 페르시아어: هگمتانه; 팔레비어: 𐭠𐭧𐭬𐭲𐭠𐭭; 언어 오류(xpr): 𐭀𐭇𐭌𐭕𐭍; 언어 오류(akk-x-latbabyl): 𒆳𒀀𒃵𒋫𒉡; 엘람어: 𒀝𒈠𒆪𒈾; 아람어: 𐡀𐡇𐡌𐡕𐡀; 고대 그리스어: Ἀγβάτανα or Ἐκβάτανα

### 참조주
1. ↑  Stausberg, Vevaina & Tessmann 2015, 394쪽.
2. 1 2  Nardo, Don. "Ecbatana." The Greenhaven Encyclopedia of Ancient Mesopotamia, edited by Robert B. Kebric, Greenhaven Press, 2007, pp. 97-98. Gale In Context: World History, link.gale.com/apps/doc/CX3205100129/WHIC?u=wylrc_uwyoming&sid=summon&xid=e9682d3c. Accessed 20 Nov. 2022.
3. 1 2 3 4 5 6 7  Brown 1997, 80–84쪽.
4. 1 2 3 4  Foundation, Encyclopaedia Iranica. “Welcome to Encyclopaedia Iranica”. 《iranicaonline.org》 (미국 영어). 2022년 12월 3일에 확인함.
5. ↑  Nazari, Atiyeh (2023년 3월 22일). “Ecbatana, Journey to the Medes and Achaemenid”. 《GoPersis》 (미국 영어). 2024년 1월 25일에 확인함.
6. ↑  Lendering, Jona (1996). “Ecbatana (Hamadan)”.
7. ↑  “Seven Colored Walls of Ecbatana”. 《CivFanatics Forums》 (미국 영어). 2014년 6월 5일. 2024년 1월 25일에 확인함.
8. ↑  “The Cantos Project - Herodotus: Deioces and Ecbatana”. 《ezrapoundcantos.org》. 2024년 1월 25일에 확인함.
9. ↑  “Ecbatana (Hamadan) - Livius”. 《www.livius.org》. 2024년 1월 25일에 확인함.
10. ↑  “Iran Chamber Society: Ecbatana”. 《www.iranchamber.com》. 2024년 1월 25일에 확인함.
11. ↑  “Ancient Ecbatana [Biblical Achmetha] (Modern Hamadan) in Iran”. 《ancientneareast.tripod.com》. 2024년 1월 25일에 확인함.
12. ↑  “Hamadan, IRAN's ancient Capital city of Ecbatana - Avicenna, Ibn Sina Persia's Great Mathematician, Philosopher, Physician and Scientist, Hamadan - IRAN - Ecbatana - Persian Capital”. 《www.farsinet.com》. 2024년 1월 25일에 확인함.
13. ↑  Rawlinson, H. C. (1840). 《Memoir on the Site of the Atropatenian Ecbatana》. 《The Journal of the Royal Geographical Society of London》 10. 65–158쪽. doi:10.2307/1797839. ISSN 0266-6235. JSTOR 1797839.
14. ↑  Tuplin, Christopher. 《Xenophon and Achaemenid courts: a survey of evidence》. 《B.Jacobs & R.Rollinger (Edd.), der Achämenidenhof (Wiesbaden 2010), 189-230.》.
15. ↑  Brown, Stuart C. (1986). 《Media and Secondary State Formation in the Neo-Assyrian Zagros: An Anthropological Approach to an Assyriological Problem》. 《Journal of Cuneiform Studies》 38. 107–119쪽. doi:10.2307/1359955. JSTOR 1359955. S2CID 156425357.
16. 1 2  Foundation, Encyclopaedia Iranica. “Welcome to Encyclopaedia Iranica”. 《iranicaonline.org》 (미국 영어). 2024년 1월 25일에 확인함.
17. ↑  Jameson, Michael H.; Frye, Richard N. (1964). 《The Heritage of Persia》. 《The Classical World》 57. 155쪽. doi:10.2307/4345268. JSTOR 4345268.
18. ↑  Pseudo-Aristotle, De mundo
19. ↑  “گنج گمشده داریوش سوم؟کجاست؟”. 《فلزیاب نانوبازرگان》 (페르시아어). 2020년 10월 14일. 2024년 1월 25일에 확인함.
20. ↑  “Parthian site may have wrongly been identified as Ecbatana”. 《Mehr News Agency》 (영어). 2005년 12월 2일. 2024년 4월 29일에 확인함.
21. ↑  “Battle of Ecbatana | Map and Timeline”. 《history-maps.com》 (영어). 2024년 1월 25일에 확인함.
22. ↑  “What is Battle of Ecbatana? Bissoy Answers”. 《ans.bissoy.com》 (영어). 2022년 9월 5일. 2024년 1월 25일에 확인함.
23. ↑  “Battle of Ecbatana 129 BC”. 《www.romanarmytalk.com》. 2024년 1월 25일에 확인함.
24. ↑  Bunson, Matthew (2012). 《Encyclopedia of Ancient Rome》. Facts On File. 183쪽. ISBN 978-0-8160-8217-9.
25. 1 2  Sulimani, Iris (2011). 《Diodorus' Mythistory and the Pagan Mission: Historiography and Culture-heroes in the First Pentad of the Bibliotheke》. Leiden: BRILL. 204쪽. ISBN 9789004194069.
26. ↑  Polybius. “Histories”. 《penelope.uchicago.edu》. 5.44. 2022년 12월 3일에 확인함.
27. ↑  Plutarch. 《Alexander》. 35.1.
28. ↑  Pliny. 《Naturalis Historia》. 31.17.
29. ↑  “Parthian Mints”. 《Parthia》. 2024년 1월 25일.
30. ↑  Admin (2013년 8월 18일). “Tigranes the Great, 140–55 BC”. 《PeopleOfAr》 (미국 영어). 2024년 1월 25일에 확인함.
31. ↑  “Tigranes the Great Timeline”. 《www.worldhistory.org》 (영어). 2024년 1월 25일에 확인함.
32. ↑  Crane, Mary (1937). 《The Historical Documents》. 《Bulletin of the American Institute for Iranian Art and Archaeology》 5. 84–91쪽. ISSN 2573-6167. JSTOR 44235962.
33. ↑  《The Oxford Encyclopedia of Archaeology in the Near East》. 1997. doi:10.1093/acref/9780195065121.001.0001. ISBN 978-0-19-506512-1.
34. ↑  Bienkowski, Piotr; Millard, Alan (2000). 《Dictionary of the Ancient Near East》 (영어). Philadelphia, PA: University of Pennsylvania Press. 99쪽. ISBN 978-0-8122-2115-2.
35. 1 2  Lendering, Jona (1996). “Ecbatana (Hamadan)”.
36. 1 2  Balfour, Edward (1885). 《The Cyclopædia of India and of Eastern and Southern Asia》. London: Bernard Quartitch. 1027쪽.
37. ↑  에스라 6:2
38. ↑  “Polybius Histories”. 《penelope.uchicago.edu》 Book 10-27판. 2022년 12월 3일에 확인함.
39. ↑  Flandin, Eugène (1851). 《Voyage en Perse》. Paris, Gide et J. Baudry. 390쪽.
40. ↑  Michael Stausberg, Yuhan Sohrab-Dinshaw Vevaina (eds.), The Wiley Blackwell Companion to Zoroastrianism (2015), p. 394
41. ↑  CHN | News 보관됨 2007-02-18 - 웨이백 머신
42. 1 2  Chevalier, N (1989). 《Hamadan 1913: Une mission oubliée in Mélanges P. Amiet II》. 《Iranica Antiqua》 24. 245–253쪽. doi:10.2143/ia.24.0.2014036. INIST:11836944 ProQuest 1297871996. |id=에 templatestyles stripmarker가 있음(위치 162) (도움말)
43. ↑  Neil Asher Silberman (ed.), The Oxford Companion to Archaeology, Volume 1 (2012), p. 121]
44. ↑  Azarnoosh, Masoud, The Report of Stratigraphic Excavations in Hegmataneh, Hamedan. The Ninth Annual Congress of Archaeology (In Persian). Tehran: Iranian Center for Archaeological Research, 2007
45. ↑  Kleiss, Wolfram; Delougaz, P. P.; Kantor, Helene J.; Dollfus, G.; Smith, Philip E. L.; Bivar, A. D. H.; Fehérvári, G.; Azarnoush, Massoud; Dyson, Robert H.; Pigott; Tosi, Maurizio; Sumner, William M.; Whitehouse, David; Stronach, David; Naumann, Rudolf; Mortensen, Peder; T. C. Young, Jr.; Zagarell, A. (1975). 《Survey of Excavations in Iran: 1973-74》. 《Iran》 13. 172–193쪽. doi:10.2307/4300535. JSTOR 4300535.
46. ↑  , Yaghoub Mohammadifar et al, Preliminary Report of the 16th Season of Excavations at Tepe Hegmataneh; Hamedan, Iranian Journal of Archaeological Studies 2: 2 (2012)
47. ↑  “I.N. Medvedskaya, Were the Assyrians at Ecbatana?, Jan, 2002”. 2011년 6월 15일에 원본 문서에서 보존된 문서. 2007년 3월 25일에 확인함.
48. ↑  Medvedskaya, I.N. (2002). “Were the Assyrians at Ecbatana?”. 《International Journal of Kurdish Studies》. 2012년 7월 11일에 원본 문서에서 보존된 문서.
49. ↑  Turley, Jeffrey; Souza, George Bryan (2017). 《The Commentaries of D. García de Silva y Figueroa on his Embassy to Shāh ʿAbbās I of Persia on Behalf of Philip III, King of Spain》. Leiden: BRILL. 421쪽. ISBN 978-90-04-34631-4.
50. ↑  Siraisi, Nancy (2010). 《History, Medicine, and the Traditions of Renaissance Learning》. Ann Arbor: University of Michigan Press. 257쪽. ISBN 978-0-472-11602-7.
51. ↑  Society of Biblical Archaeology (1893). 《Proceedings of the Society of Biblical Archaeology, Volume 15》. Bloomsbury: Society of Biblical Archaeology. 426쪽.
52. ↑  “موزه هگمتانه همدان؛ آدرس، تلفن، ساعت کاری، تصاویر و نظرات کاربران”. 《نقشه و مسیریاب بلد》 (페르시아어). 2024년 1월 28일에 확인함.
53. ↑  “Ecbatana Museum”. 《www.visitiran.ir》 (영어). 2024년 1월 28일에 확인함.
54. ↑  “۱۱ اثر زرین و سیمین همدان در موزه هگمتانه به نمایش درآمد”. 《ایسنا》 (페르시아어). 2023년 8월 24일. 2024년 1월 28일에 확인함.
55. ↑  “خبرگزاری فارس - بازدید ۱۰ هزار نفری از نمایشگاه محوطه هگمتانه”. 《خبرگزاری فارس》. 2023년 8월 27일. 2024년 1월 28일에 확인함.
56. ↑  “ارگ نوشیجان، یکی از قدیمی ترین بناهای جهان در ملایر”. 《لست‌سکند》 (페르시아어). 2024년 1월 28일에 확인함.
57. ↑  “قدیمی‌ترین نیایشگاه خشتی دنیا در ملایر/ارگ"نوشیجان"میزبان مسافران”. 《خبرگزاری مهر | اخبار ایران و جهان | Mehr News Agency》 (페르시아어). 2017년 3월 9일. 2024년 1월 28일에 확인함.
58. ↑  “خبرگزاری فارس - آتشکده نوشیجان, نشانی از درخشش تاریخ!”. 《خبرگزاری فارس》. 2017년 3월 29일. 2024년 1월 28일에 확인함.
59. ↑  “آتشكده و قلعه‌ي باستاني نوشيجان؛ نخستين نمونه‌ي معماري كشور در فلات ايران”. 《ایسنا》 (페르시아어). 2005년 11월 6일. 2024년 1월 28일에 확인함.